# トルネード投法
トルネード投法（トルネードとうほう）は、野球における投手の投法の一つである。厳密にはオーバースローやスリー・クォーターなどの変種であり、独立した投法ではない。

## 概要

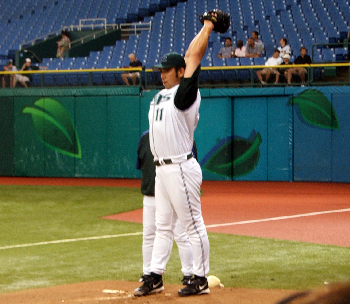
野茂英雄

振りかぶった投手が一度大きく打者に背中を見せるまで捻りを加えながら並進運動を起こし、そこから一気にボールを放つ。長所としては身体の回転及び捻りによって引き伸ばされた筋肉の反発作用により、球速・球威が増す。また、球持ちが長くなるためリリースポイントがわかりにくく打者から見て打ち難い。短所は一度捕手側に背を向け体全体を大きく使って投げるため、体軸や目線がぶれやすく制球が悪くなりがちである。また、モーションが大きいことから走者がいる際には盗塁を防ぐため使えない。2段モーションとして扱われる場合もある。強靭な下半身及び高いバランス感覚がなければ習得は難しい投法である。
1990年に近鉄に入団した野茂英雄がこの独特のフォームで活躍したことから球団はこの投法を売りにしようとネーミングを募集し、「トルネード（竜巻き）投法」の名前が決まった。その後、野茂はメジャーリーグに移籍し初年度から活躍したがメジャーでもこのような投法をしている者はおらず、「tornado（トルネイド）」は野茂英雄の投法として、現地の実況でも使われるようになった。
野茂と対決経験のある佐々木誠は野茂のトルネード投法をサイドスローであると分析している。全身をひねり、腰の動きは横回転で投げている、左肩を一塁側へ倒すことで右腕の角度が上がり真上から投げ下ろす形になるためオーバースローに見えるだけであると証言している。また一塁側のプレートを踏むことで、疑似的な左腕投手の角度で投げ込んでくる投手でもあったと証言している。

## 野茂以外の主な使用選手

### 引退選手
岩﨑哲也
トルネードで振りかぶってからスリー・クォーター気味に投げる。
青木高広
野茂に指摘されたため、サイドスローとトルネードを合わせたプチトルネード投法を投げる。
鎌倉健（元北海道日本ハムファイターズ）
故障する以前は、トルネード気味のフォームからサイドスローで投げる通称トルネードサイドを用いていた。
久保田智之（元阪神タイガース）
トルネード風の投球フォームで投げる。高校時代は完全に打者に背中を見せるトルネードだった。
楠本保（元全高雄）
現役だった1930年代はトルネード投法という名称も無く映像も殆ど残っていないが、当時の楠本を見た者の証言によると振りかぶって足を上げると上半身を後ろに捻って打者に背中を見せるトルネード投法に近いフォームで投げていたという。
アニバル・サンチェス
上体を捻るトルネード気味の投球フォームで投げる。
品田操士（元大阪近鉄バファローズ）
捻りの少ないトルネード投法を用い、自ら「レモネード投法」と名づけ売りにしていた。しかし、軸足への負荷やその独特のバランスを習得する事の困難さなどから成功しなかった。
島袋洋奨
小さな頃から小柄な体格をカバーするために使用し興南高校で甲子園に出場し、春夏連覇を達成したときに「琉球トルネード」と名付けられ、一躍有名になった。
ルイス・ティアント（ボストン・レッドソックス）
当初はオーソドックスなフォームだったが、故障で衰えた球威を補うためにトルネード投法に投球フォームを改造。スポーツ専門サイトにMLB史に残る「個性的フォーム」1位に選ばれている。
ジェイソン・バルガス
同じくエリック・ベダードを参考にした上体を捻る投球フォーム。
エリック・ベダード
上体を捻るトルネード気味の投球フォームで投げる。
フェリックス・ヘルナンデス
エリック・ベダードを参考にした上体を捻る投球フォーム。
森福允彦
2010年にフォームを改造し、トルネード気味の独特なサイドスロー投法に転身し、活躍するようになった。
吉崎勝（元東北楽天ゴールデンイーグルス）
日本ハム時代はトルネード気味ながら、首だけを動かすあっち向いてホイ投法を用いていた。
若生忠男（元西鉄ライオンズ、読売ジャイアンツ）
楠本と同じくトルネード投法という名称もない時代であったが、背番号が見えるほど捻った上体からアンダースローで投げており、「ロカビリー投法」と呼ばれた。
髙井俊
野茂を参考にしたトルネード投法。2017年のアジアウィンターリーグにてプロ野球ファンの間で話題となり、2020年にテレビ番組で取り上げられた。

### 現役選手
ジョニー・クエト
トルネード投法を採用している。
マッケンジー・ゴア
トルネード投法を採用している。
ネストル・コルテス・ジュニア
トルネード投法を採用している。
ショーン・ノリン
多彩な投球フォームを使い分ける投球が特徴で、トルネード投法も採用している。
益田直也
トルネード気味のスリークォーター投法から多彩な変化球を武器とする。

## フィクション

### 漫画
- 剛球少女の主人公・麻生遥が完全に打者に背中を見せるトルネードから直球、ナックルボールを投げる。
- キャットルーキーの雄根小太郎が打者に背中を見せるトルネードからMAX164km/hの速球を、三ヶ月心が背中を見せるトルネードから大きく落ちるカーブと高速ナックルを、またアンダースローの変則トルネードからライズボールを投げる。
- ONE OUTSに登場する投手・倉井がこの投法を用い、MAX165km/hをマークした。球種は作中で確認できる限りストレートのみ。
- Mr.FULLSWINGに登場する投手・屑桐無涯がこの投法を用いる。作中終盤にて、MAX160km/hを記録。また、別の投手にトルネードからのアンダースローを用いる投手がいる。
- 風光るの主人公、野中ゆたかは様々なプロ野球選手のモノマネを実戦レベルで使用でき、投手として主に使用していたのが野茂のトルネード投法。
- おはようKジローで、冠学園高校の甲子園初戦の対戦校、白桃高校のエース野口桃太郎がトルネード投法だった（主人公のKジロー曰く「ノモ太郎」）。
- 竜巻少女に登場する主人公の投手がトルネード投法を使用。また、作中ではまるでノーコンだった。
- 覚悟のススメは野球漫画ではないが、最強の敵である葉隠散が弟であり主人公の葉隠覚悟に対してトルネード投法そっくりの構えの必殺技「トルネード螺旋」で立ちふさがった。これに対して覚悟は一本足打法そっくりの構えである「水鳥の構え」で迎え撃っており、擬似的なトルネード投法VS一本足打法の対決となった。
- LUCKY STRIKEの主人公、江夏 健太がトルネード投法で110km/hを披露している。
- 八月のシンデレラナインSの主人公、鈴村あすはがトルネード投法で野茂と同じく速球とフォークボールを決め球としている。
- 地獄甲子園の主人公、野球十兵衛が「スーパートルネード投法」を使用。身体を高速スピンさせて投げる豪速球であり殺傷能力があることから十兵衛は封印していた。

### ゲーム
- パワプロクンポケットシリーズではパワポケ1からパワポケ4まではトルネード投法として登場していたが、パワポケ5以降はトルネード投法を用いていた投手・鋼の名前を用いて「はがね投法」と呼ばれていた。パワポケ11以降ではオーバースローの一種として扱われている。